# Henri Ier (roi de Portugal)
Pour les articles homonymes, voir Henri et Henri Ier.
Henri Ier, né le 31 janvier 1512 à Lisbonne et mort le 31 janvier 1580 à Almeirim, est le dix-septième roi de Portugal du 4 août 1578 jusqu'à sa mort. Il est surnommé « le Chaste » (sa fonction ecclésiastique l’empêchant d’avoir une descendance légitime) ou « le cardinal-roi ». Il est le dernier monarque de la maison d'Aviz.

## Biographie

### Jeunesse
Henri était le cinquième fils du roi Manuel Ier et de sa seconde épouse Marie d'Aragon, et le plus jeune frère du roi Jean III . Comme il n’avait jamais pensé monter sur le trône, il se tourna vers le sacerdoce.

### Fonctions ecclésiastiques
Il fut ordonné prêtre, très tôt, pour augmenter l’influence du Portugal au sein de l’Église catholique romaine qui était, à l’époque, très proche de l’Espagne. Il progressa rapidement dans la hiérarchie de l’Église et fut, successivement, archevêque de Braga, premier archevêque d'Évora, archevêque de Lisbonne et aussi Grand Inquisiteur, avant d’être fait cardinal par le pape Paul III en 1546 .
Au cours des 24 ans passés à la tête du diocèse d’Évora, il fonda notamment la première université dirigée par les Jésuites.
Henri, plus que personne, s’est efforcé d'introduire l’ordre des Jésuites au Portugal, utilisant leurs services dans l’empire colonial.

### Régence et règne
De 1557 à 1568, il fut régent du royaume pendant la minorité de son petit-neveu Sébastien Ier ,, auquel il succéda comme roi après la désastreuse bataille d'Alcácer-Quibir en 1578 . Après avoir reçu la confirmation de la disparition du roi au monastère d'Alcobaça, Henri renonça à ses fonctions ecclésiastiques et rechercha immédiatement une fiancée pour prévoir la continuation de la maison d'Aviz ; mais le pape Grégoire XIII qui était lié aux Habsbourg ne le libéra pas de ses vœux ,.
Il fut acclamé roi, sans grande pompe, dans l’église de Tous-Les-Saints, au Rossio. Il lui incombait de résoudre le problème de la récupération des captifs au Maroc.

### Mort et succession
Le roi mourut le 31 janvier 1580 durant les Cortes d'Almeirim ; une junte de cinq gouverneurs prit le pouvoir . Antoine, prieur de Crato et petit-fils du roi Manuel Ier (mais de naissance illégitime) soutenu par la France, se fit donner la couronne mais en août 1580, le roi Philippe II d'Espagne, autre petit-fils de Manuel Ier (en ligne légitime) mais aussi oncle par alliance du roi Sébastien, envoya le duc d’Albe s’emparer du royaume de Portugal par la force. Lisbonne tomba rapidement ; Antoine se réfugia en France et Philippe fut élu roi de Portugal sous le nom de Philippe Ier. Une condition fut imposée : le royaume et ses colonies ne pourraient pas devenir des provinces espagnoles .
Après avoir été inhumé dans la chapelle royale d’Almeirim, le corps du roi Henri Ier fut transféré au monastère des Hiéronymites en 1582.

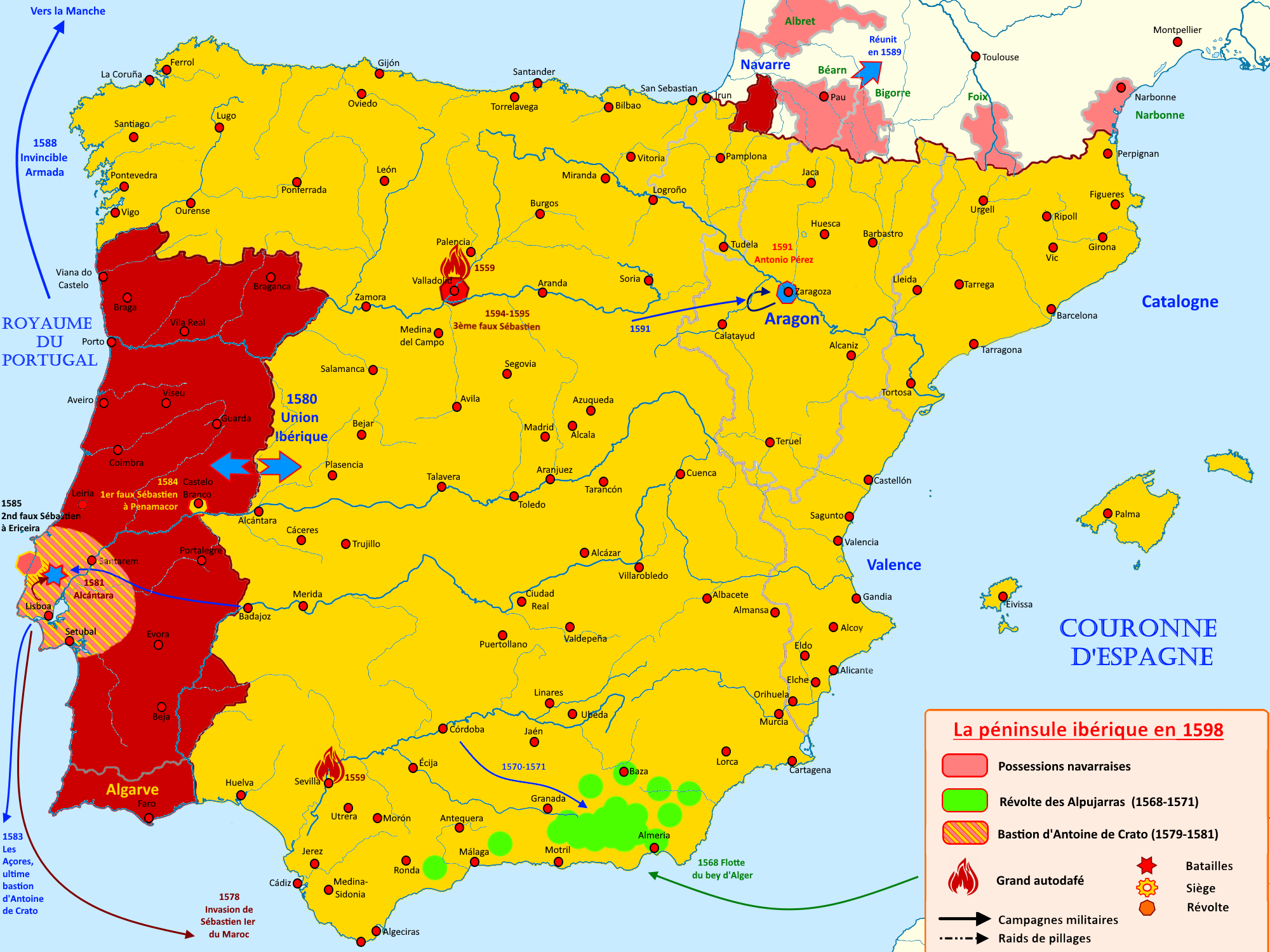
Carte de la péninsule Ibérique en 1598.

## Titulature complète
Roi de Portugal et des Algarves, de chaque côté de la mer en Afrique, duc de Guinée et de la conquête, de la navigation et du commerce d'Éthiopie, d'Arabie, de Perse et d'Inde par la grâce de Dieu